# 屈氏
屈氏（くつし、クルシ、朝鮮語: 굴씨）は、李氏朝鮮仁祖時代に中国から帰化した宮人。明の第17代皇帝崇禎帝の宮人だったが、明滅亡後、清の巴布泰に捕らえられ、人質である李氏朝鮮の王世子昭顕世子の師傅となる。帰国する昭顕世子にしたがい、李氏朝鮮へ移住して、優れた琵琶をもたらす。また李氏朝鮮では、荘烈王后の師傅となる。